# Fosso Reale (Livorno)

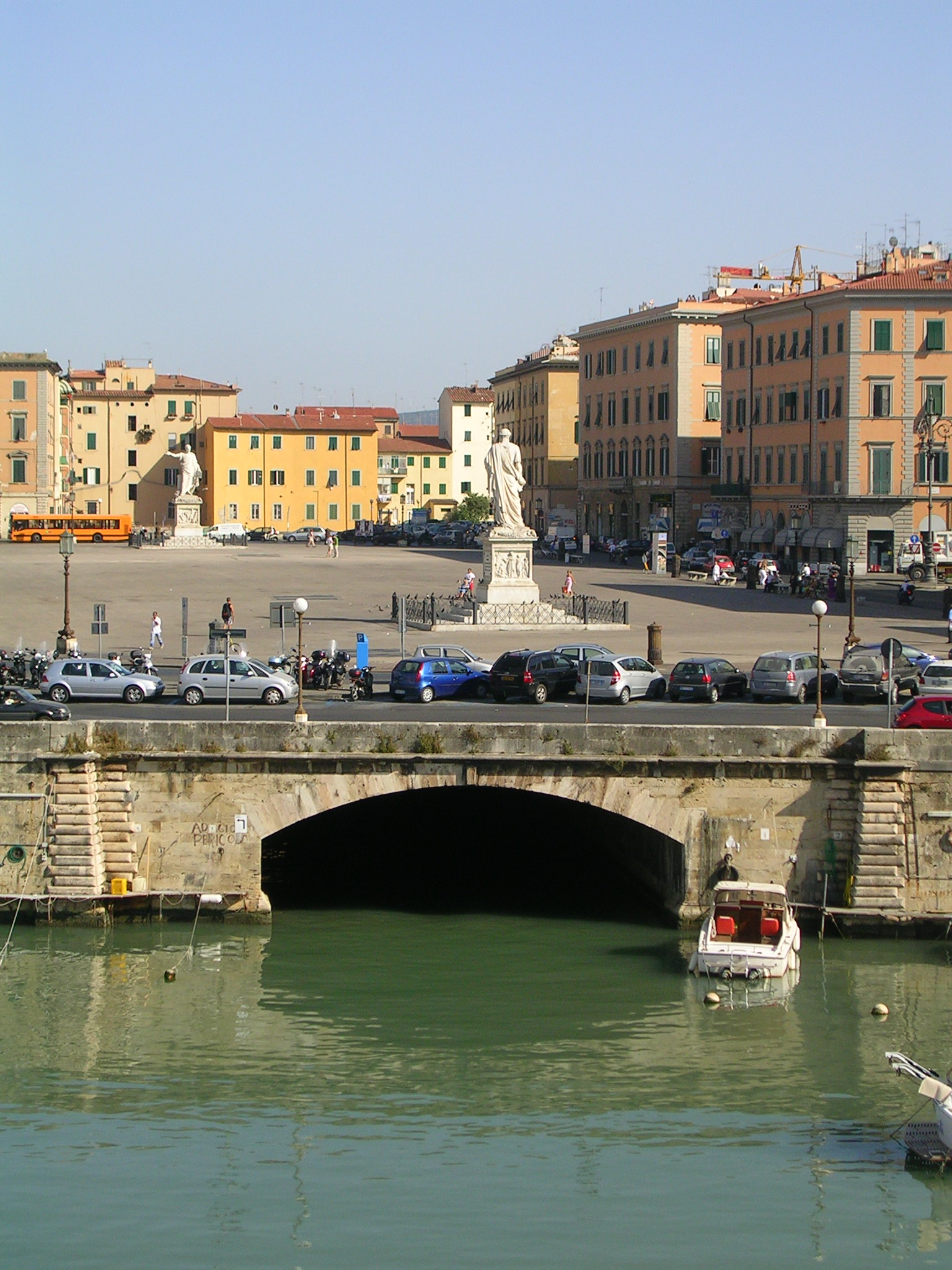
Il Fosso presso piazza della Repubblica

Il Fosso Reale di Livorno è un fossato (da non confondersi con canale) che in origine seguiva il perimetro della città fortificata e che, in seguito, con l'abbattimento dei bastioni, ha perso definitivamente la sua funzione difensiva.
Il sistema dei fossi e dei canali livornesi, seppur soggetto a numerose modifiche nel corso dei secoli, mantiene inalterato gran parte del proprio fascino, tanto è vero che, sin dal 2002, ne è stato caldeggiato l'inserimento nella lista dei Patrimoni dell'umanità.
Inoltre la tradizione vuole che Amedeo Modigliani, sconfortato dai poco lusinghieri giudizi degli amici, abbia gettato nel Fosso Reale, nel tratto compreso tra il Mercato delle vettovaglie e la chiesa degli Olandesi, alcune sue sculture; nei primi anni ottanta, furono avviate le opere per la loro ricerca, con il ritrovamento di tre teste, inizialmente attribuite al maestro, ma che poi si rivelarono dei clamorosi falsi.

## Storia

### Il sistema difensivo

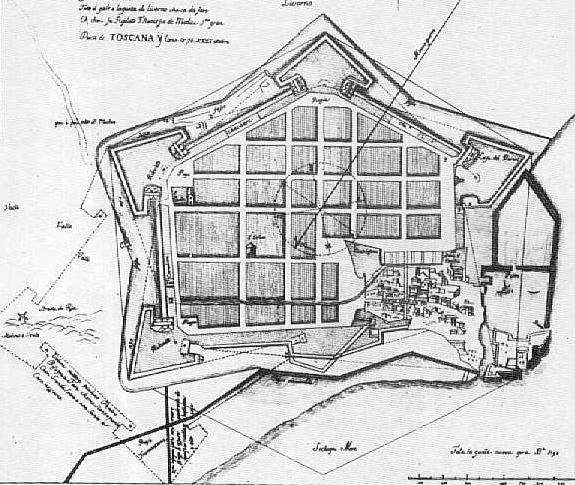
Progetto del Buontalenti

Parlare del Fosso Reale significa ripercorrere buona parte della storia di Livorno, la città acquistata dai fiorentini nel 1421 e successivamente oggetto di un piano urbanistico redatto da Bernardo Buontalenti.
Il progetto di Buontalenti, eseguito nella seconda metà del XVI secolo, veniva incontro alla volontà dei Medici di fare di Livorno, sino ad allora un piccolo villaggio situato ai margini di Porto Pisano, lo sbocco a mare per i traffici del Granducato di Toscana.
L'architetto ideò un centro abitato di forma pentagonale, chiuso da possenti bastioni e fossati, integrandolo con il nucleo urbano preesistente.

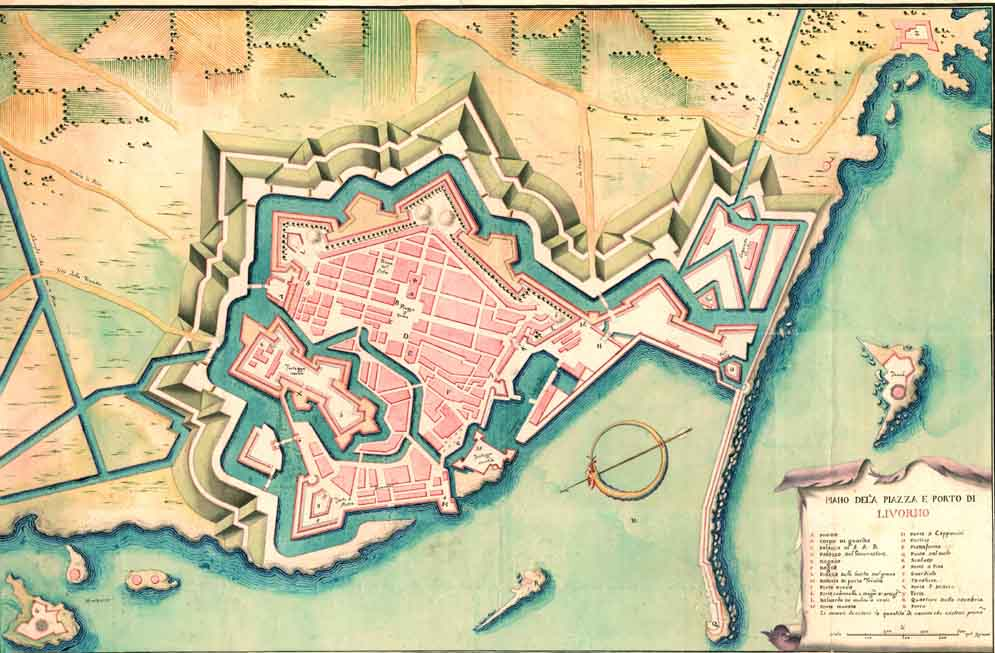
Pianta della città nel XVII secolo

Tuttavia, i lavori, cominciati nel 1577 sotto Francesco I de' Medici, procedettero a rilento per circa un decennio; fu Ferdinando I, salito al potere nel 1587, a dare maggior impulso al colossale cantiere.
Frattanto il disegno buontalentiano subì alcune importanti modifiche: al fine di potenziare l'apparato bellico furono realizzati alcuni rivellini intermedi tra i bastioni rivolti verso sud e il Baluardo di San Francesco fu trasformato in una cittadella isolata, che assunse il nome di Fortezza Nuova.
Nei primi anni del Seicento al cantiere dei fossi, diretto da Claudio Cogorano, lavoravano ben 2000 schiavi e 5000 contadini.
Quindi, con l'avvento di Cosimo II de' Medici, nel 1609, i fossi e i bastioni potevano dirsi completati, mentre negli anni seguenti fu potenziato il sistema portuale con la costruzione di un nuovo grande molo.
Una seconda sostanziale modifica si registra nei primi decenni del medesimo secolo, quando, per accrescere la presenza di aree edificabili all'interno della città, fu iniziata la costruzione del quartiere della Venezia Nuova.
Sul finire del XVII secolo, un ulteriore accrescimento dell'abitato comportò la distruzione di parte della Fortezza Nuova e la creazione di altri canali all'interno del quartiere della Venezia, che divennero le principali arterie commerciali della città, tanto che lungo i corsi d'acqua si aprirono magazzini e depositi di merci; al contempo, l'ultimo tratto del preesistente Canale dei Navicelli fu deviato nello specchio d'acqua antistante alla Fortezza Nuova.
Al fine di mantenere inalterate le caratteristiche del fossato, si rese necessario avviare costanti opere di salvaguardia e pulizia, tanto che sul fondo dei medesimi canali potevano coltivarsi ostriche. Era presente un sistema di cateratte che avevo il compito di migliorare il flusso delle acque e ingenerare una corrente naturale a miglioramento della navigabilità dei barconi.

### Ilungarnilivornesi

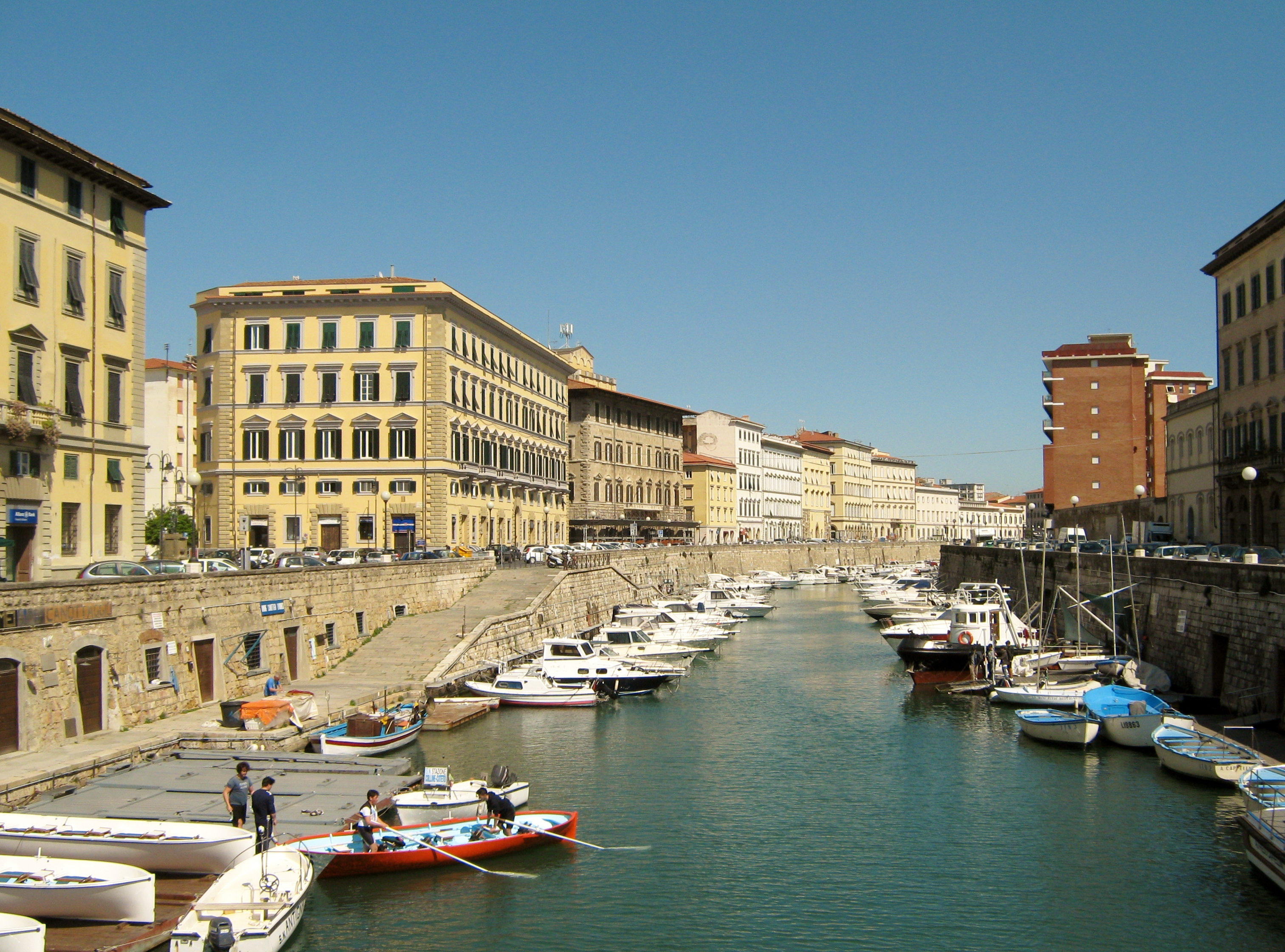
I palazzi ottocenteschi sul Fosso Reale

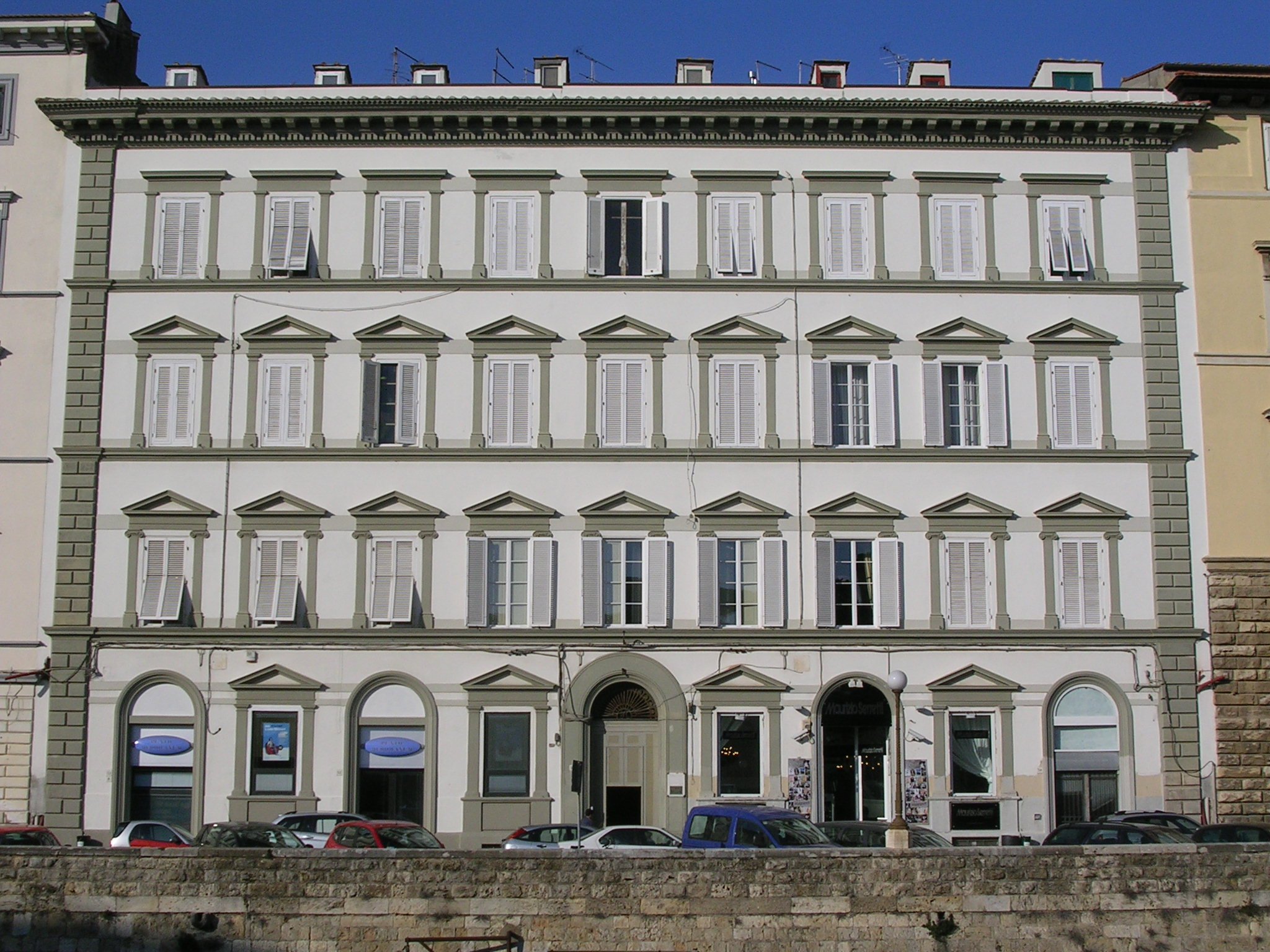
Palazzo Reggio

Il Fosso Reale mantenne invece inalterate le proprie caratteristiche fino al XIX secolo, quando furono avviate le prime trasformazioni con l'abbattimento dei bastioni e l'urbanizzazione, avviata già dalla fine del Settecento, delle zone un tempo occupate dai terrapieni esterni al fossato.
Dopo un primo piano di Luigi de Cambray Digny, che portò alla creazione di un nuovo quartiere e di una piazza lungo il Fosso Reale (attuale piazza Cavour), intorno al 1840 i baluardi rivolti verso mezzogiorno furono rettificati su progetto di Luigi Bettarini, il quale progettò anche la copertura di un tratto del medeismo Fosso con una grande volta, che al livello del piano stradale determinò la creazione di una piazza intitolata ai granduchi lorenesi (oggi piazza della Repubblica).
Lungo gli scali vennero realizzati dei magazzini sul modello dei canali della Venezia Nuova e collegati al piano stradale mediante grandi rampe lastricate.
I terreni edificabili, risultanti dalla rettifica del Fosso Reale, furono acquistati da importanti famiglie livornesi che qui realizzarono le proprie dimore o eleganti alberghi.
Nel 1856, la famiglia Maurogordato affidò a Giuseppe Cappellini il progetto della propria residenza; il palazzo Maurogordato, con la sua mole nobile e severa, conferì al nuovo percorso del Fosso Reale un aspetto simile a quello dei lungarni fiorentini, venendo definito pertanto lungarno livornese.

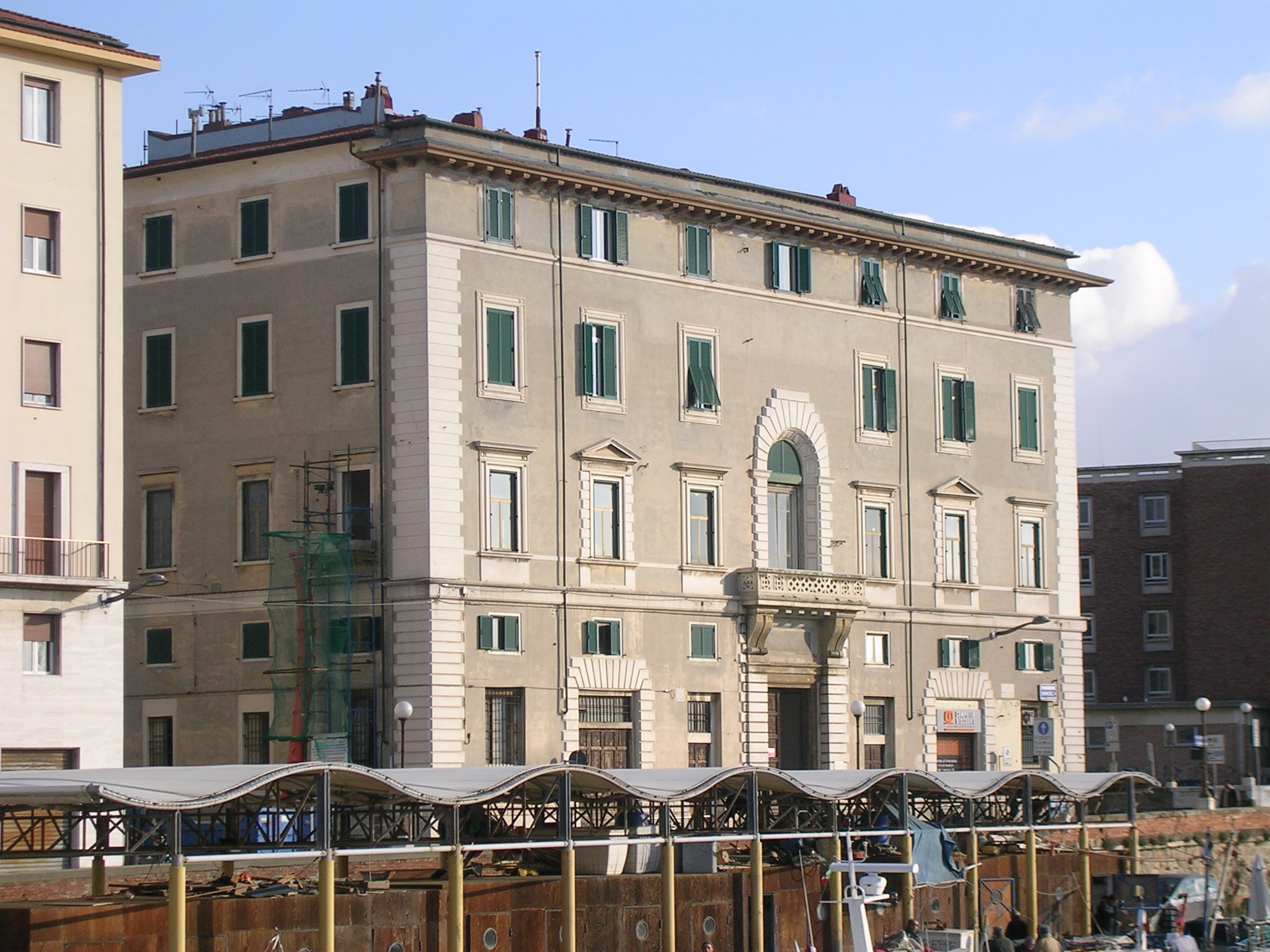
Palazzo Squilloni

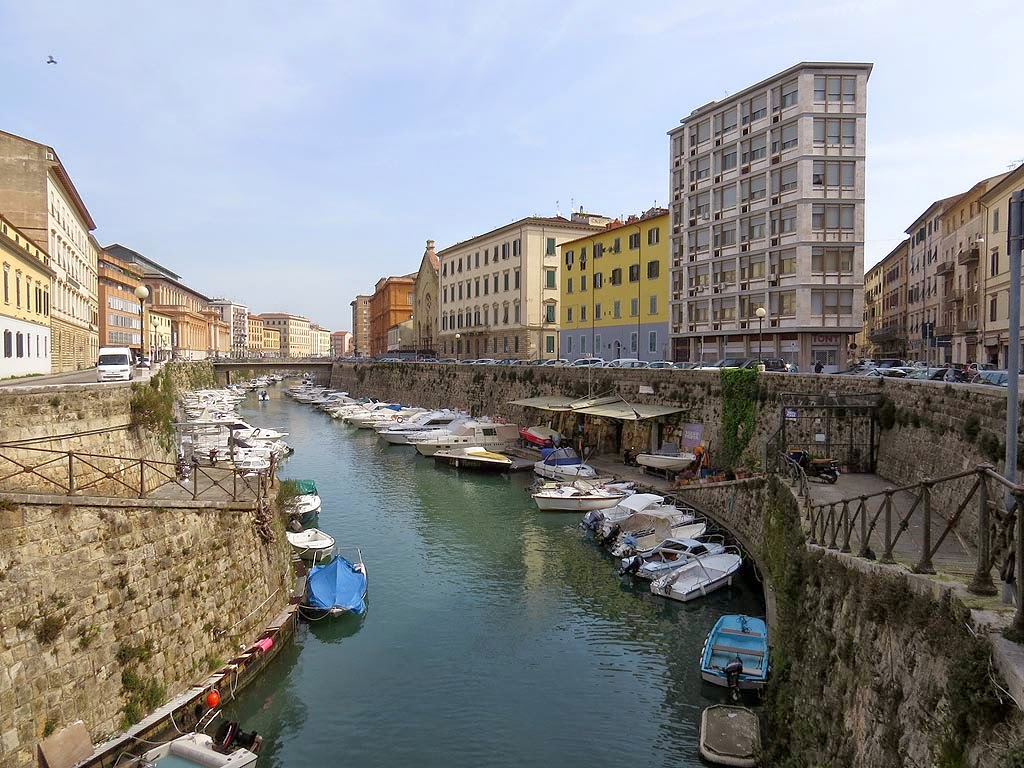
Il Mercato Centrale e la chiesa degli olandesi

Altri edifici degni di nota sono il cosiddetto palazzo dell'Aquila Nera, il palazzo Squilloni ed il palazzo Reggio. Il primo, caratterizzato da un imponente fronte continuo aperto da numerose finestre, era sede di un albergo, fu gravemente danneggiato durante la seconda guerra mondiale e quindi in parte ricostruito. Il secondo, dotato di un esteso prospetto lungo il fosso e di una elegante facciata sugli scali rivolti verso il porto, risale all'inizio degli anni cinquanta del secolo; ospitò un albergo e anche l'istituto nautico. Infine, il palazzo Reggio fu innalzato a partire dal 1854 per conto di Bonafede Bastianini, per essere poi rilevato da Michele Reggio già nel 1855. Il palazzo Reggio, che rimase proprietà dell'omonima famiglia d'origine greca fino al 1919, presenta uno stile sobrio che si rifà a quello delle coeve costruzioni fiorentine; il prospetto è ornato con timpani sorretti da cornici di gusto classicheggiante, mentre internamente è decorato con pitture in perfetta condizione con stili che vanno dal gusto neoclassico del XVIII secolo all'Eclettismo di metà Ottocento.
Tra piazza Cavour e piazza della Repubblica, nei pressi della Tempio della Congregazione olandese alemanna (1864), sorsero invece opere destinate alla collettività, come il grande Mercato delle vettovaglie (1894) e le Scuole "Antonio Benci", opera in entrambi i casi di Angiolo Badaloni.
In particolare, il mercato, sorto a lato del Teatro Politeama (oggi scomparso), è una delle testimonianze più interessanti dell'architettura di fine Ottocento, grazie all'impiego di numerosi elementi in ferro per il sostegno della copertura.

### I fossi oggi
Ad oggi il Fosso Reale e i canali della Venezia Nuova hanno perso l'originaria valenza commerciale e sono utilizzati principalmente per il ricovero di piccole imbarcazioni (ben 1500 - 2000 posti barca).
Negli ultimi anni è stato avviato un programma per il rilancio turistico del sistema dei fossi, con l'istituzione di itinerari in battello per i visitatori, disponibili tutto l'anno. Il punto d'imbarco principale si trova in piazza del Pamiglione, di fronte al monumento dei Quattro mori.
Tuttavia l'intero complesso necessiterebbe di accurati restauri, per proteggere i rivestimenti lapidei dall'aggressione della vegetazione e per la ricostruzione di un lungo tratto di terrapieno crollato intorno agli anni novanta del Novecento e ancora lasciato in calcestruzzo armato faccia a vista.
Altra problematica è la presenza del depuratore cittadino sul sito del fossato che circondava il Rivellino di San Marco e il Forte San Pietro, che ha portato al parziale interramento della via d'acqua e alla costruzione di impianti di depurazione a ridosso dell'antico quartiere della Venezia Nuova.

## Luoghi d'interesse lungo fossi e canali
- Palazzo Maurogordato
- Piazza Cavour

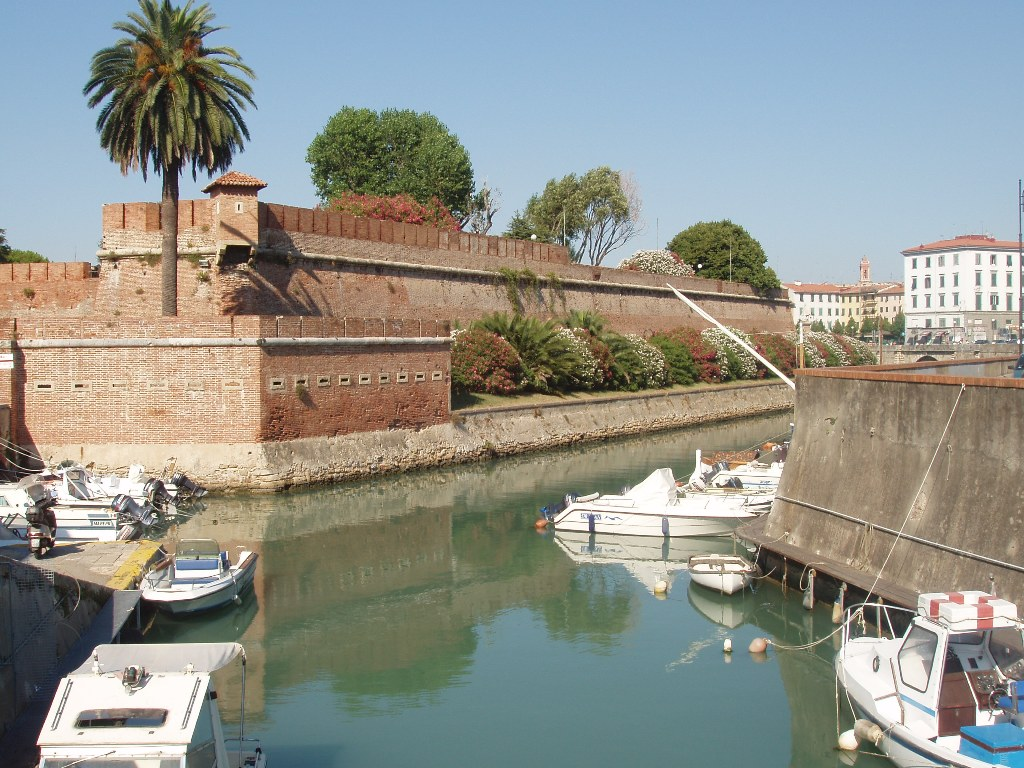
La Fortezza Nuova

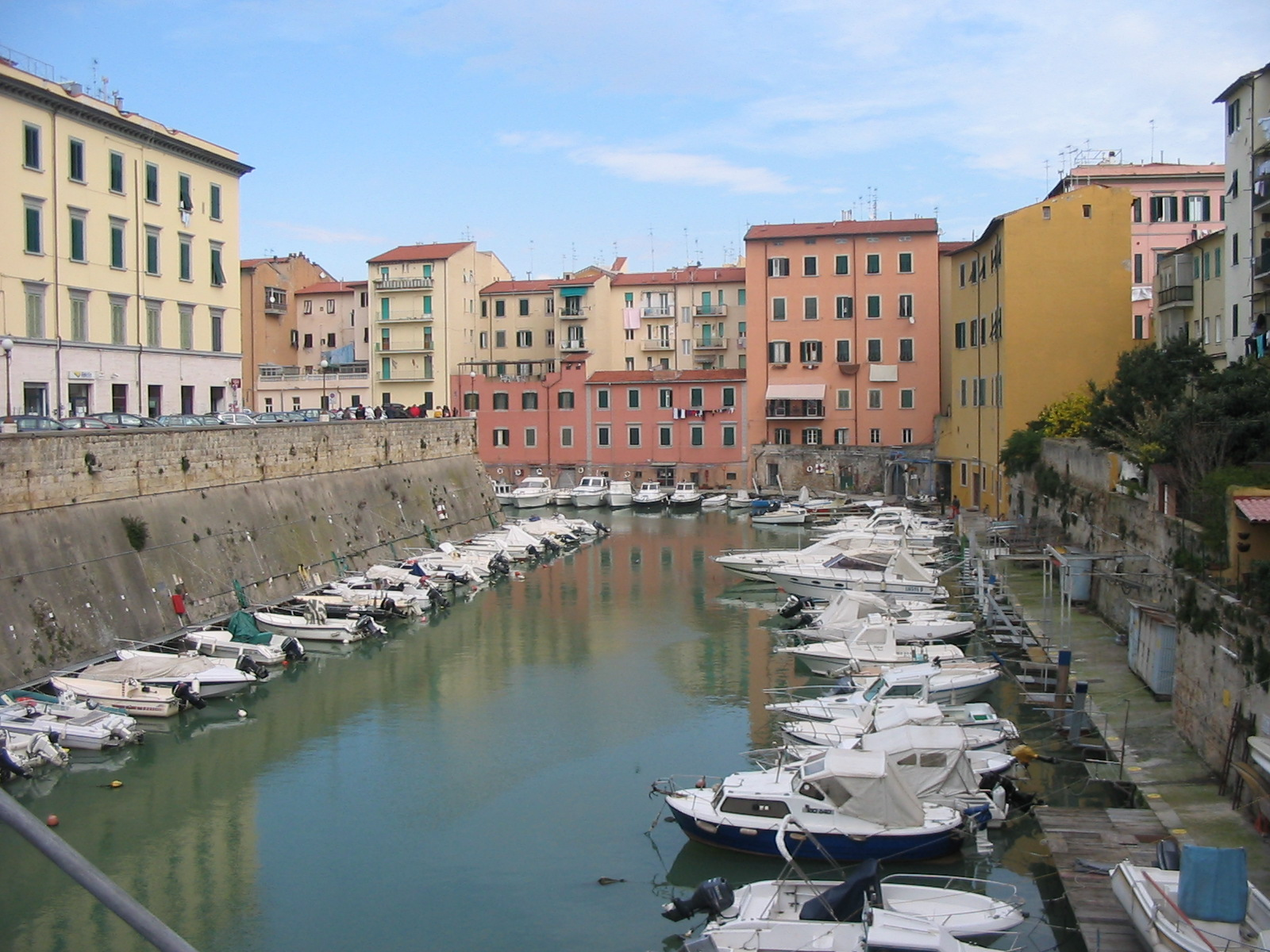
Caratteristici palazzi lungo il fossato

- Tempio della Congregazione olandese alemanna
- Scuola Antonio Benci
- Mercato delle vettovaglie
- Piazza della Repubblica e monumenti ai granduchi lorenesi
- Piazza Garibaldi e Monumento a Giuseppe Garibaldi
- Fortezza Nuova
- Forte San Pietro
- Canale dei Navicelli e Dogana d'acqua
- Palazzo Stub
- Teatro San Marco
- Quartiere della Venezia Nuova
- Chiesa di Santa Caterina
- Palazzo del Refugio
- Bottini dell'olio
- Palazzo Rosciano
- Palazzo Finocchietti
- Palazzo Comunale
- Ponte e statua di San Giovanni Nepomuceno

## Altre immagini

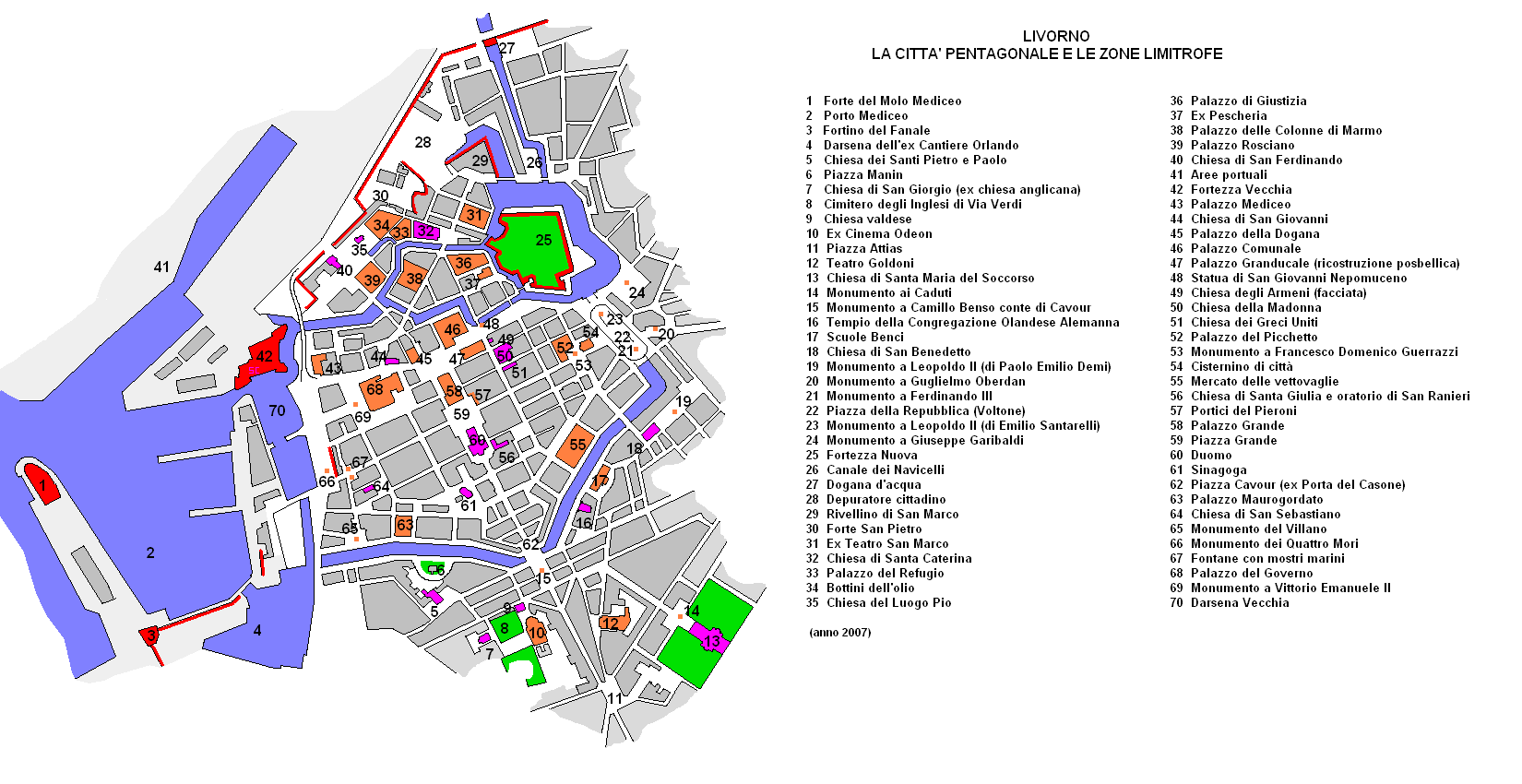
Il sistema dei fossi nell'anno 2007
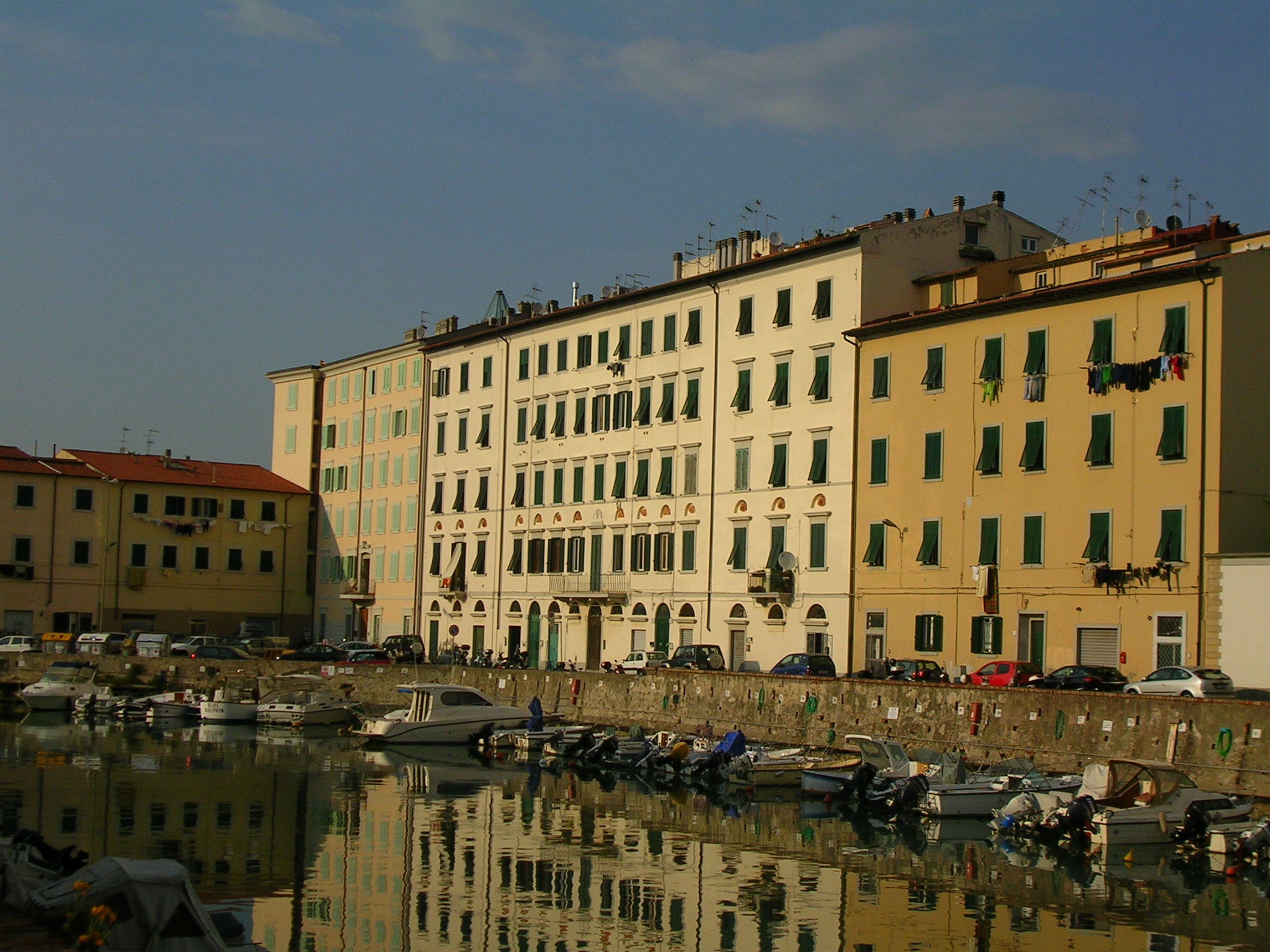
Il Fosso antistante il Rivellino di San Marco
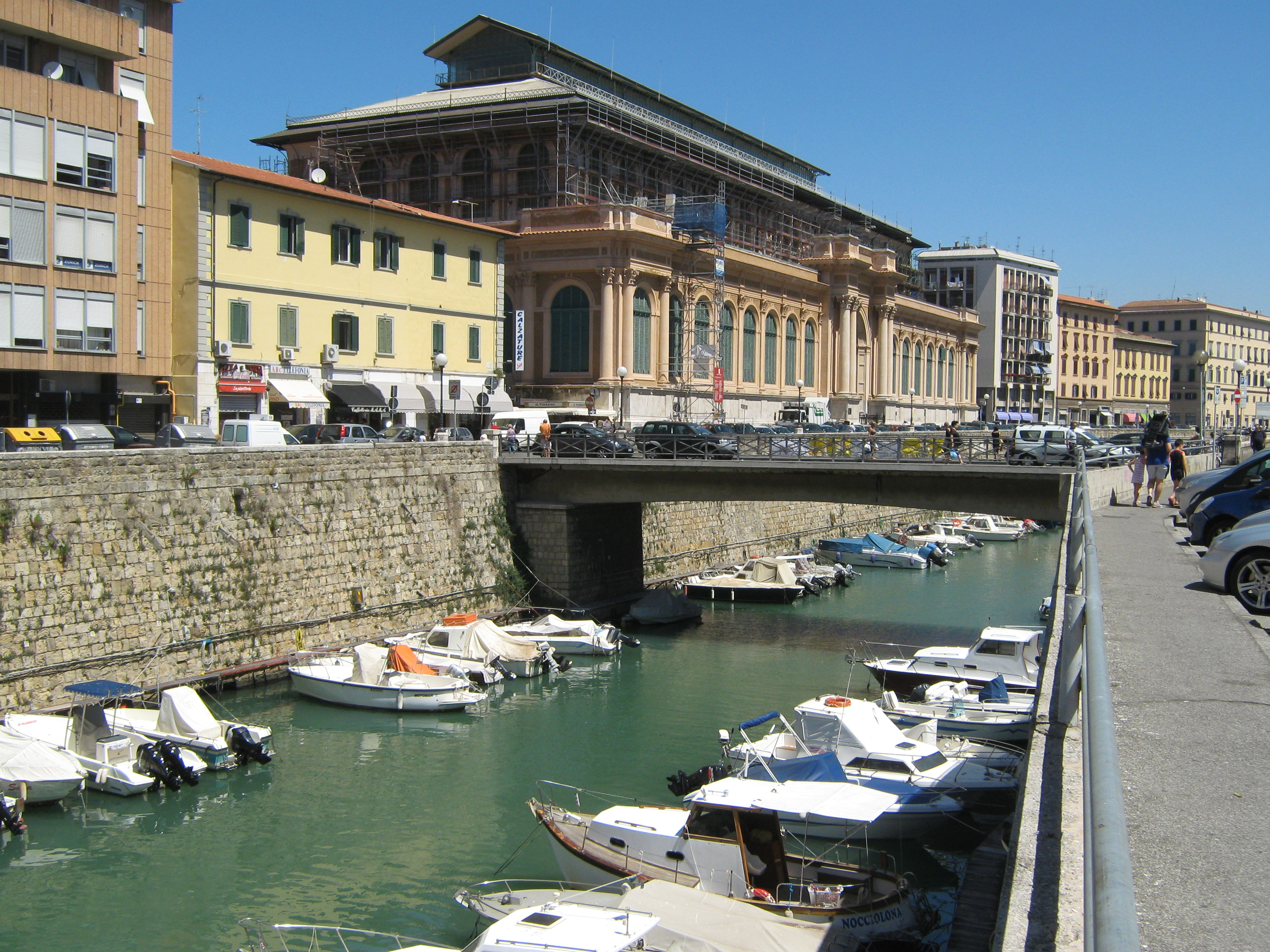
Il Mercato delle vettovaglie
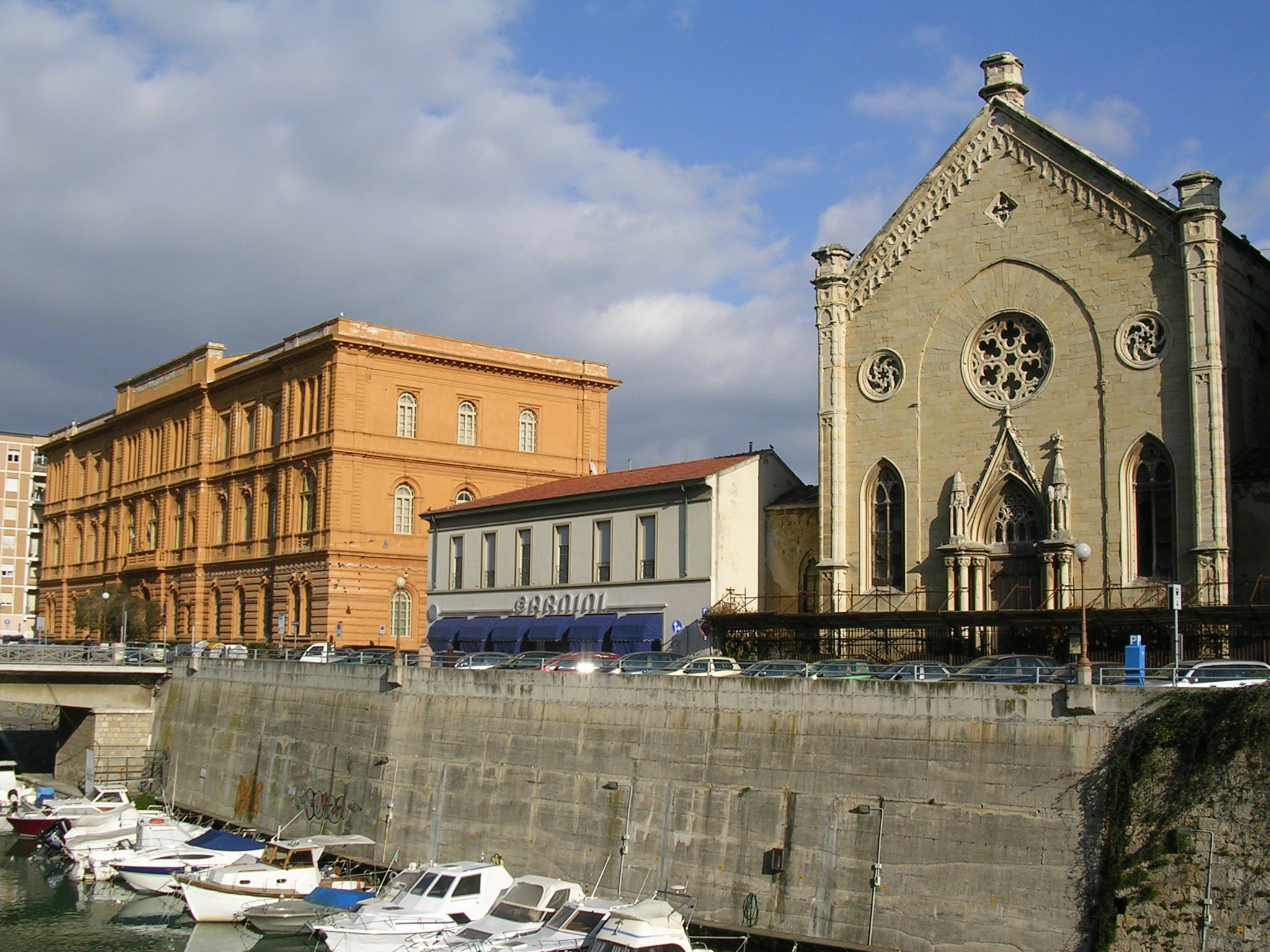
Tratto crollato e mai restaurato presso la chiesa olandese